# Spadające liście
Spadające liście – powieść historyczna autorstwa Jana Dobraczyńskiego, opowiadająca o losach Romana Dmowskiego.
Autor przedstawia losy "Prezesa", człowieka, który całe swoje życie poświęcił walce o kształt Polski po I wojnie światowej. Odrzucony i niezrozumiany nawet przez swoich najbliższych współpracowników, spędza swoją starość w niewielkiej wsi Małe Łąki, gdzie pisze książki i rozmyśla. Lecz w obliczu trudnej sytuacji politycznej i nieuchronnego konfliktu militarnego, zostaje skierowana prośba o objęcie przywództwa nad Obozem Narodowym.